# Rajat Dholakia
Rajat Dholakia (n. 8 de octubre de 1957 en Rajkot, Gujarat), es un cantante y compositor indio. Compuso temas musicales para películas como Firaaq (2008), Mirch Masala (1987) y Holi (1985). Fue acreditado en la introducción de la música Chhattisgarhi al Bollywood y fue ganador de un Premio Nacional de Cine en 1991, nominado como el mejor director musical.

## Carrera
En 1975 comenzó a producir sus propios temas musicales para obras de teatro de aficionados en hindi, gujarati e inglés. Cuatro años más adelante, fue presentado al Instituto de Cine y Televisión de la India (FTII), por uno de sus amigos. Dholakia trabajó con el director Ketan Mehta para una película titulada Holi, Maya Memsaab y en 1992 compuso temas musicales para el cine Gujarati, para una película titulada "Hu Hunsho Hunshilal". También compuso un tema musical para la Autoridad de Identificación Única de la India (UIDAI), la canción se titulaba "Yehi hai Meri Pehchaan". [2]
Era hijo del cantante y compositor musical Dilip Dholakia.

## Filmografía
- Holi (film by Ketan Mehta)
- Kafila (film by Sudhanshu Huku)
- Om-Dar-Ba-Dar (film by Kamal Swaroop)
- Yeh Woh Manzil To Nahin (1987, film by Sudhir Mishra)
- Mirch Masala (1987, film by Ketan Mehta)
- Tarpan (1994, film by Vikramsingh)
- Dharavi (film by Sudhir Mishra)
- Sunday (film by Pankaj Advani)
- Tunnu ki Teena (film by Paresh Kaamdar)
- Kahaan Ho Tum (film by Vijay Kumar)
- Maharathi (film by Shivam Nayar)
- Firaque (film by Nandita Das)
- The Good Road (film by Gyan Korea)
- Saptapdii (film by Niranjan Thade)

## Puntuación Antecedentes y diseño de sonido
- Brocades of Varanasi (documentary by Paresh Mehta)
- Rabaries of Kutchh (documentary by Paresh Mehta)
- BaanSagar (documentary by Rajendra Jaangle)
- Delinquents (documentary by VijayKumar)
- Mujse Dosti karoge (film by Gopi Desai)
- Figures of Thoughts (1990) (short film by Arun Khopkar)
- Colors of Absence (short film by Arun Khopkar)
- TotaNama (animated film by Chandita Mukherjee)
- Before My Eyes (film by ManiKaul)
- Musician Of Gujarat (documentary by Paresh Mehta)
- Sanchaari (documentary by Arun Khopker)
- Siddheshwari (film by Manikaul)
- Maya Memsaab (background music)
- Parinda (associate in background score and sound design, film by Vinod Chopra)
- 1942 Love Story (associate in background score and sound design, film by Vinod Chopra)
- Is raat ki Subah Nahi (background score, film by Sudhir Mishra)
- Phir Kabhi (background score, film by VKPrakash)
- Delhi 6 (3 songs, film by Rakesh Mehra along with A.R. Rehman)